# North Star (album de Philip Glass)
Pour les articles homonymes, voir North Star.
North Star est la bande originale du reportage Mark di Suvero, sculptor de François de Menil et Barbara Rose. Elle a été originellement composée en 1977 par Philip Glass à la demande de Barbara Rose. La plupart des titres reprennent le nom de structures créées par Di Suvero et qui apparaissent dans le film. Pour pouvoir produire un album, certaines compositions ont été réarrangées ou encore remixées. De même, le séquencement a été modifié pour apporter à l'auditeur une expérience d'écoute cohérente.
Philip Glass joue sur des orgues Farfisa, Yamaha et Hammond, sur un piano Fender Rhodes et sur synthé ARP. Dickie Landry joue sur saxophones soprano et ténor ainsi que de la flûte. Les voix sont celles de Joan Labarbara et Gene Rickard. 
La composition Étoile Polaire (North Star) a été reprise en 1979 par Mike Oldfield sur son album Platinum.
La structure Étoile Polaire de Mark di Suvero est visible, en France, dans le parc de sculptures du musée de Grenoble.

## Pistes
Caractère : lumineux, féerique, dansant.
Tempo : mezzo.
Matériel sonore : voix de femme, d'homme ; piano, saxophone, orgue électrique, synthétiseur, flûte.
Principe de fonctionnement : chaque instrument s'ajoute au fur et à mesure de la chanson.

## Liens
- (en) Site officiel de Philip Glass